# Bajdá
Bajdá, al-Bajdá (arabsky البيضاء‎) je město na severovýchodě Libye, na pobřeží Středozemního moře. V roce 2010 mělo 250,000 obyvatel.
Město se nachází v kopcích Kyrenaiky, takže zde vládne příjemné středomořské klima, na rozdíl od okolních pouští a polopouští. Díky vyšší nadmořské výšce zde dokonce i občas napadne sníh.